# Cyriaxweimarer Bach
Der Cyriaxweimarer Bach ist ein drei Kilometer langer Bach auf dem Gebiet der Stadt Marburg im mittelhessischen Landkreis Marburg-Biedenkopf und ein nordöstlicher und orographisch linker Zufluss der unteren Allna.

## Name
Der Bach (und der Ort) ist nach dem heiligen Cyriacus und der sumpfigen Lage benannt. Der Name „Weimar“ leitet sich ab aus „Wimare“ und bedeutet an/auf dem Moor liegend.

## Geographie

### Verlauf

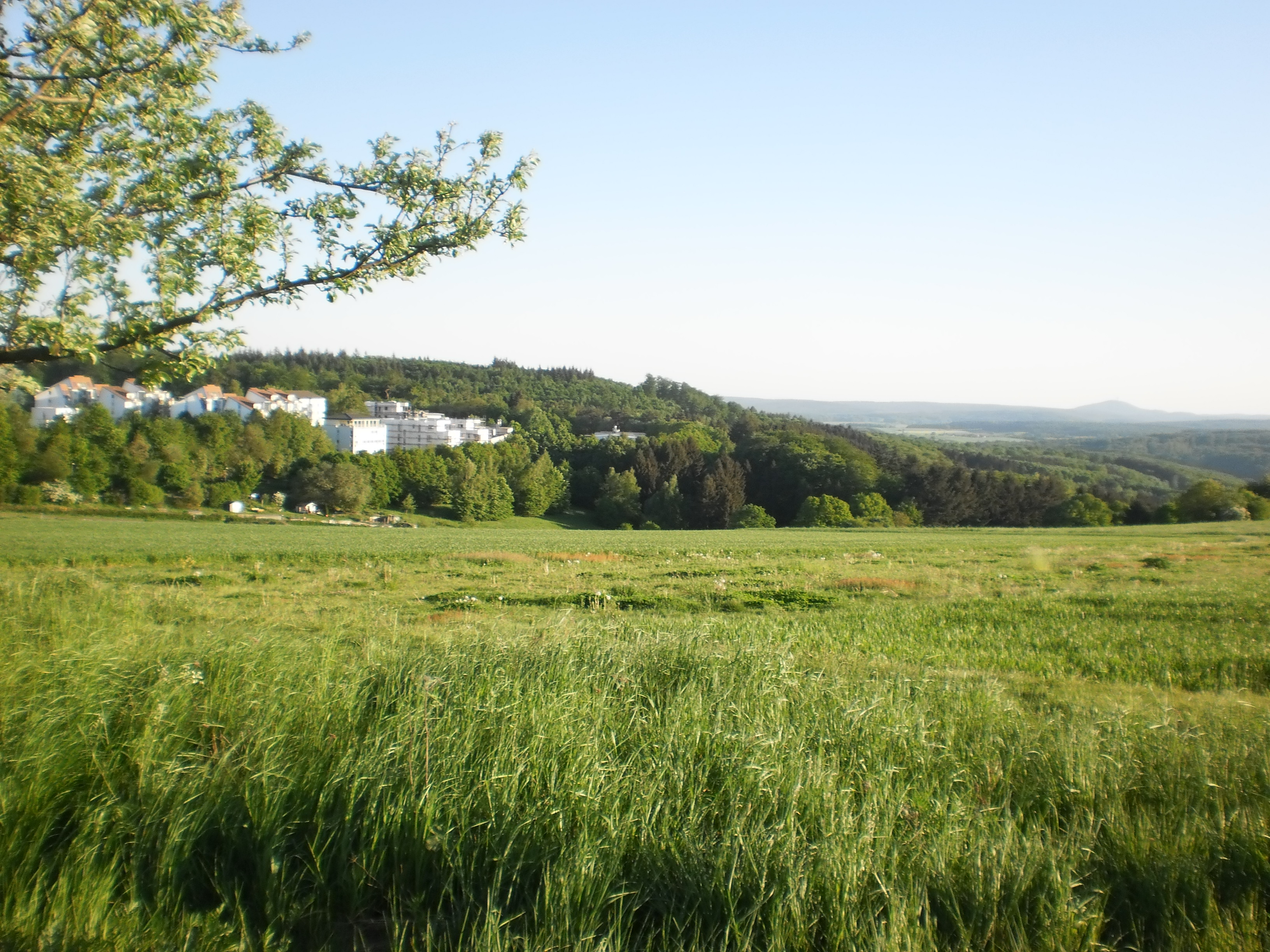
Wiesen und Äcker am Hasenkopf mit Blick auf M-Stadtwald. Das kleine tief eingeschnittene Tal gehört zur Elnhausen-Michelbacher Senke bei Cyriaxweimar

Der Cyriaxweimarer Bach entspringt am östlichen Rande des Naturraums Elnhausen-Michelbacher Senke auf einer Höhe von etwa 258 m ü. NHN am Westfuß des zum Naturraum Marburger Rücken gehörenden, 320,2 m hohen Hasenkopfs sowie südlich des zum Marburger Stadtteil Wehrshausen gehörenden Teilorts und Siedlungsplatzes Neuhöfe. Seine Quelle liegt in der Flur In der Lebersbach  gleich südlich der von dort nach Cyriaxweimar verlaufenden Kreisstraße K 69 zwischen Grünland im Westen und einen Ackerlandstreifen im Osten. Etwa 160 m nordnordwestlich der Quelle sitzt das 1. Deutsches Polizeioldtimer-Museum und gut 200 m westlich beginnt das etwa 140 ha große Naturschutzgebiet Kleine Lummersbach bei Cyriaxweimar.
Der Bach trennt auf etwa seinem ersten einen halben Kilometer die Gemarkungen der 1931 von der Stadt Marburg eingemeindeten und heute zu deren Westlicher Kernstadt gehörenden Stadtteilgemeinde Ockershausen im Osten und dem südwestlich der Kernstadt von Marburg gelegenen Stadtteil Cyriaxweimar im Westen. Für etwa anderthalb Kilometer ist er auch ungefähr die Grenze zwischen dem Unterraum Marburger Rücken des Naturraums Marburg-Gießener Lahntal (zum Westhessischen Berg- und Senkenland) im Osten und dem Unterraum Elnhausen-Michelbacher Senke des Gladenbacher Berglandes (zum naturräumlichen Westerwald) im Westen.

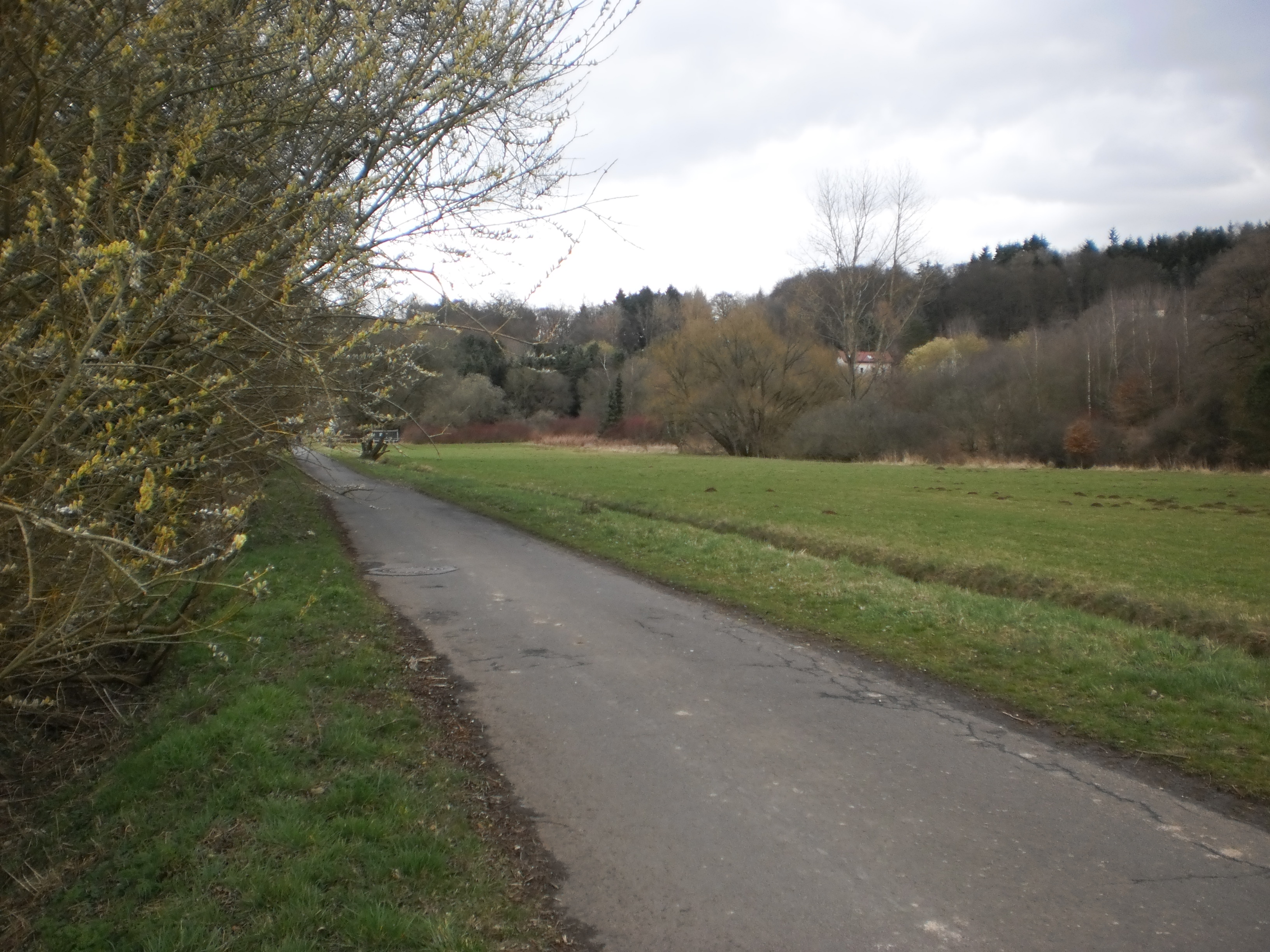
Feldweg und Radroute in der Talaue mit Graben des Bachs

Der Bach fließt zunächst stark begradigt, von nur wenigen Bäumen und einem Feldweg begleitet etwa 300 Meter in fast südlicher Richtung durch eine vorwiegend ackerbaulich genutzte landwirtschaftliche Zone entlang dem westlichen Fuß des Hasenkopfs. Bei der Flur Straßenäcker im Hasenkopf wechselt er auf Südsüdostlauf. Etwa hundert Meter westlich betreibt das Subunternehmen Marburger Entsorgungs-GmbH der Stadtwerke Marburg die Kompostieranlage Cyriaxweimar. Der Bach läuft etwa 200 m weiter durch kleinteilige Feldflur und berührt dabei auf seiner linken Seite stellenweise den Zipfel eines kleinen Mischwaldes. Er schwenkt dann südwärts und fließt etwas abwärts und nunmehr ganz in der Gemarkung von Cyriaxweimar mit einem etwa 150 m langen. aus dem Nordwesten kommenden und stark begradigten Feldgraben zusammen. In dessen Zulaufrichtung zieht er daraufhin und begleitet von einem Feldweg 150 m südostwärts durch Ackerland auf die Häuser an der Straße Zur Krahna zu. Noch bevor er diese erreicht, unterquert er die Straße von der 300 m östlich liegenden Marburger Stadtteilgemeinde Stadtwald  nach Cyriaxweimar. Er knickt in fast rechten Winkel in den diese links begleitenden Straßengraben nach rechts ab und zieht nun zunächst schnurgerade und baumlos südwestwärts durch die Talaue Die Granau, die dem Nordwestfuß des Marburger Rückens folgt. Auf diesem erhebt sich, etwa einen Kilometer entfernt, die Anhöhe Schneiße (327,1 m). Knapp 400 m nördlich des Hügels Schneiße liegt das Freizeitgelände Stadtwald mit dem Marburger Abenteuerprojekt (MAP) gleich daneben. Der flacher zum Lauf abfallende Hang rechts des Baches trägt den Namen Die Seile.
Gut 200 m bachabwärts wird der Bach, diesmal auf der rechten Seite, von einem aus der Flur Am Marktwege aus dem Nordwesten kommenden Feldweggraben gespeist. Kurz darauf rückt der Cyriaxweimarer Bach neben einem von der unteren Feldgrenze wegführenden Wirtschaftsweg von den Feldern am Hang der Seile etwa 60 m weit in die Wiesenaue auf dem Talgrund vor dem bewaldeten Hang auf der anderen Seite. Dort fließt ihm von links ein kurzer, aus der Flur Pferdswiesen kommender Graben zu, der auf der Liegenschaftskarte die Bezeichnung „Cyriaxweimarer Bach“ trägt.

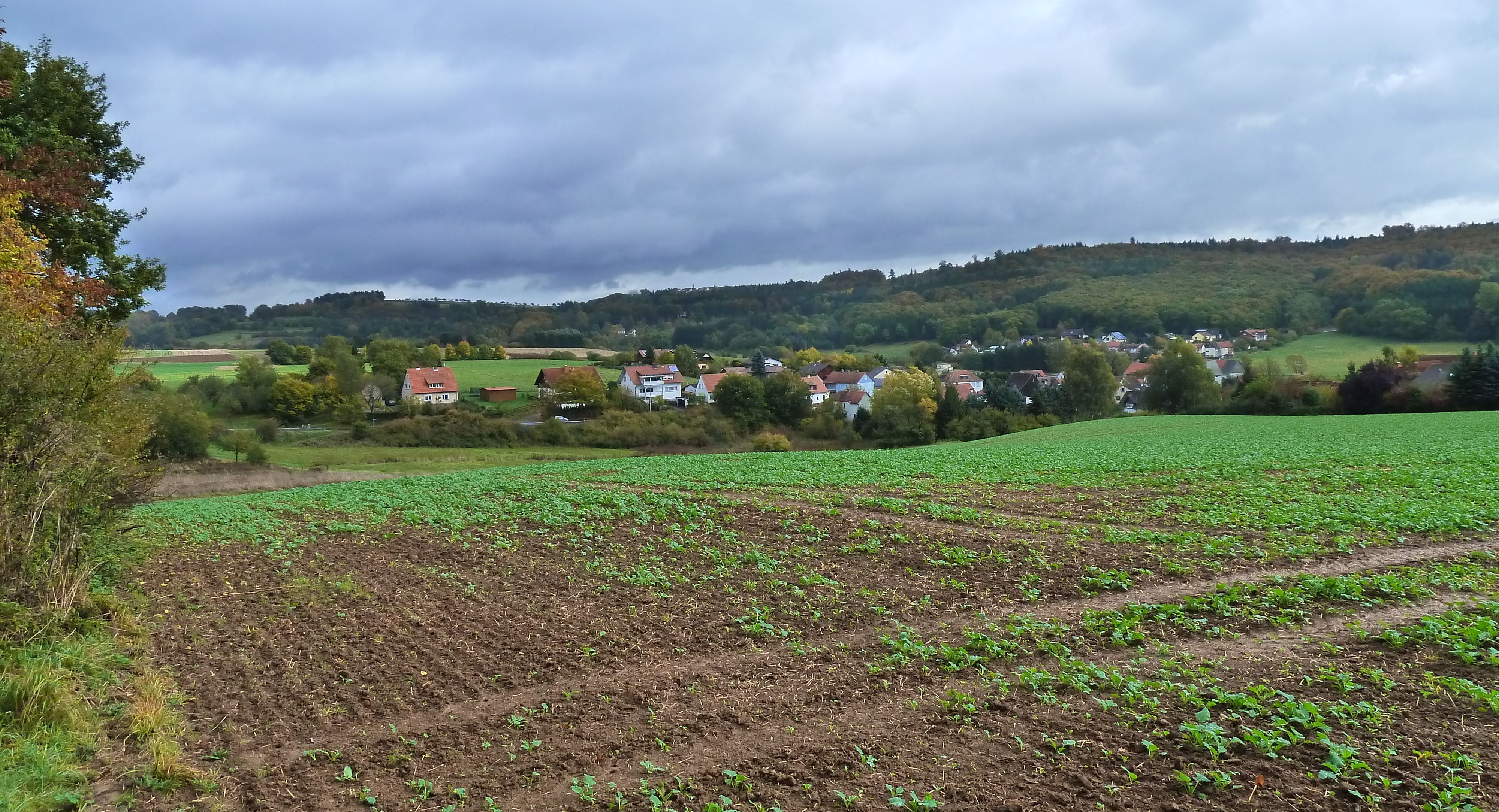
Blick von Westen: Das Dorf Cyriaxweimar

Nun fließt der Cyriaxweimarer Bach, dessen Richtung annehmend, zunächst etwa 150 m südwestwärts verrohrt unter der Erde, danach oberirdisch durch die Wiesen der Fluren Teichwiese auf der rechten und Simmetswiese auf der linken Seite. Den im frühen 20. Jahrhundert entstandenen Cyriaxweimarer Siedlungsteils „Im Winkel“ berührt er zwischen dichten Gehölz am Ufer dem Nordwestrand entlang, unterquert den Weg Im Winkel und zieht danach durch die Wiesenflur Kalkäcker. Gut hundert Meter nordwestlich des Bachs liegt am rechten Hangfuß die als Kulturdenkmal ausgewiesene vierseitige Hofanlage Cyriaxstraße 28 aus dem 18./19. Jahrhundert; von den ehemals fünf Hofgütern von Cyriaxweimar sind heute nur noch drei erhalten.
Er fließt durch die Flur Kirchäcker und kreuzt dann den Hardtweg. Rechtsseits liegt dort am Harthweg 2 der Glaubenshof Cyriaxweimar, eine christliche sozialtherapeutische Einrichtung für Menschen in Lebenskrisen. Die Einrichtung besteht seit dem Jahr 1989 auf einem landwirtschaftlichen Gut, das zuvor von der Studien- und Lebensgemeinschaft Tabor betrieben wurde. Urkundlich wurde das Rittergut zum ersten Mal im 13. Jahrhundert erwähnt. Zu diesem Komplex gehört auch die nördlich davon liegende vierseitige Hofanlage Cyriaxstraße 22 aus dem 19. Jahrhundert, die ebenfalls unter Denkmalschutz steht. Noch etwas bachferner liegt auf der anderen Straßenseite das evangelisch-lutherische Gemeindezentrum Cyriaxweimar mit der Straßenadresse Cyriaxstraße 25.

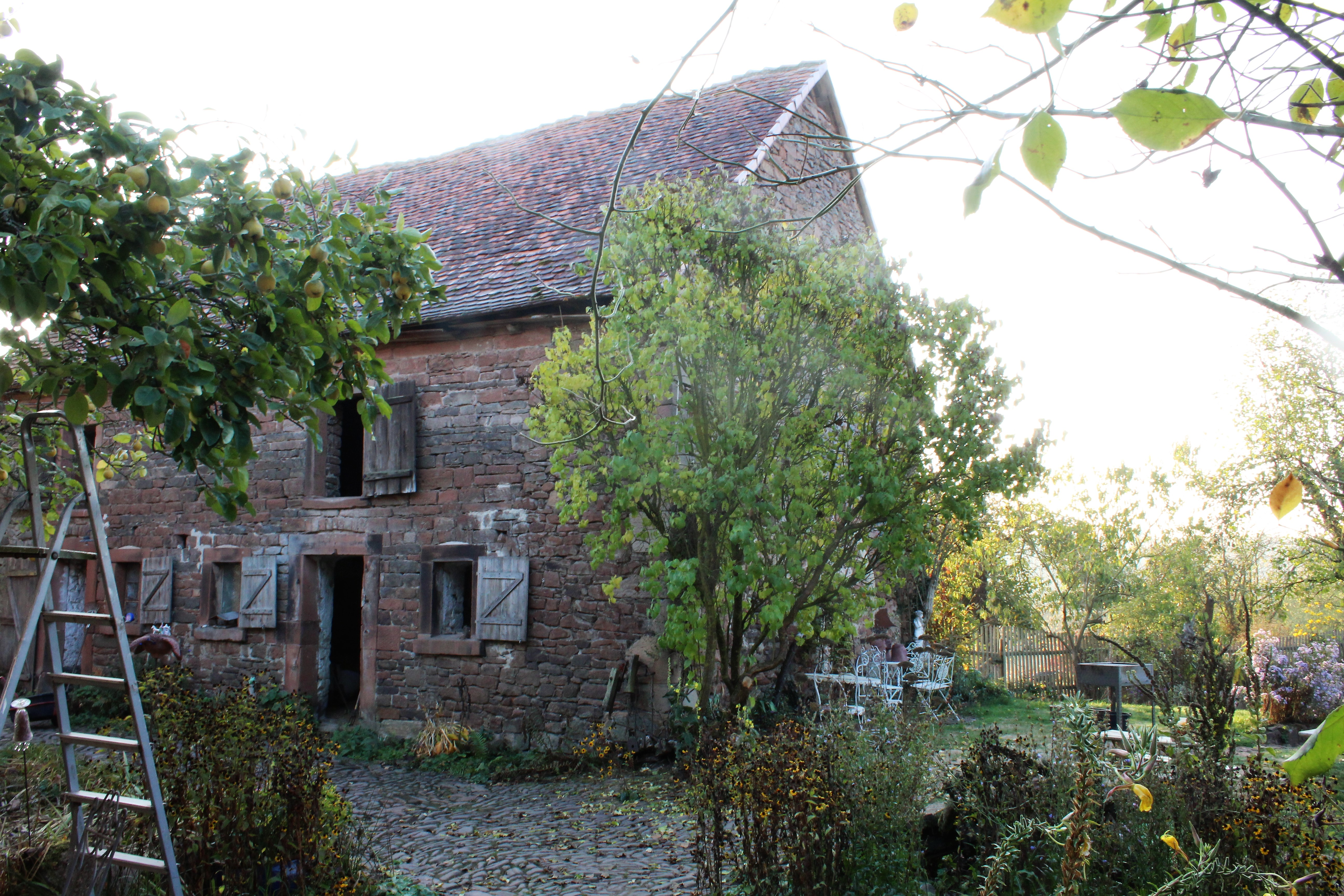
Ehemalige „Hainskirche“

Der Bach, der bislang ungefähr die Grenze zwischen dem Marburger Rücken und der Elnhausen-Michelbacher Senke markierte, entfernt sich nun vom Marburger Rücken, fließt etwa 400 m lang am westlichen Rande des früher Kgl. Forst Elnhausen genannten Mischwaldes entlang und hält dabei auf der anderen Seite etwa 100 m Abstand vom Südostrand des Dorfes Cyriaxweimar, das im Jahre 1258 als Ciliacis Wymaare erstmals urkundlich erwähnt und am 1. Juli 1974 als Stadtteil nach Marburg eingegliedert wurde. Zunächst zieht er dabei durch die Wiesenflur Hainbach, danach durch die Flur Kalkäcker; mehr und mehr dreht er dabei auf Südlauf. Ungefähr 200 m westlich steht dort am unteren rechten Hangfuß an der Cyriaxstraße die aus Bruchsteinmauerwerk aufgebaute, im Kern gotische „Hainskirche“, ein Einzelgehöft, ihr gegenüber auf der anderen Straßenseite die Mehrzweckhalle Cyriaxweimar, die von den örtlichen Vereinen für sportliche Aktivitäten genutzt werden kann. Neben der Halle folgt der Kindergarten Allnatal und etwas südlich davon die Grundschule Cyriaxweimar. Noch etwas weiter talabwärts schließt sich an die Schule der Alte Friedhof Cyriaxweimar an.

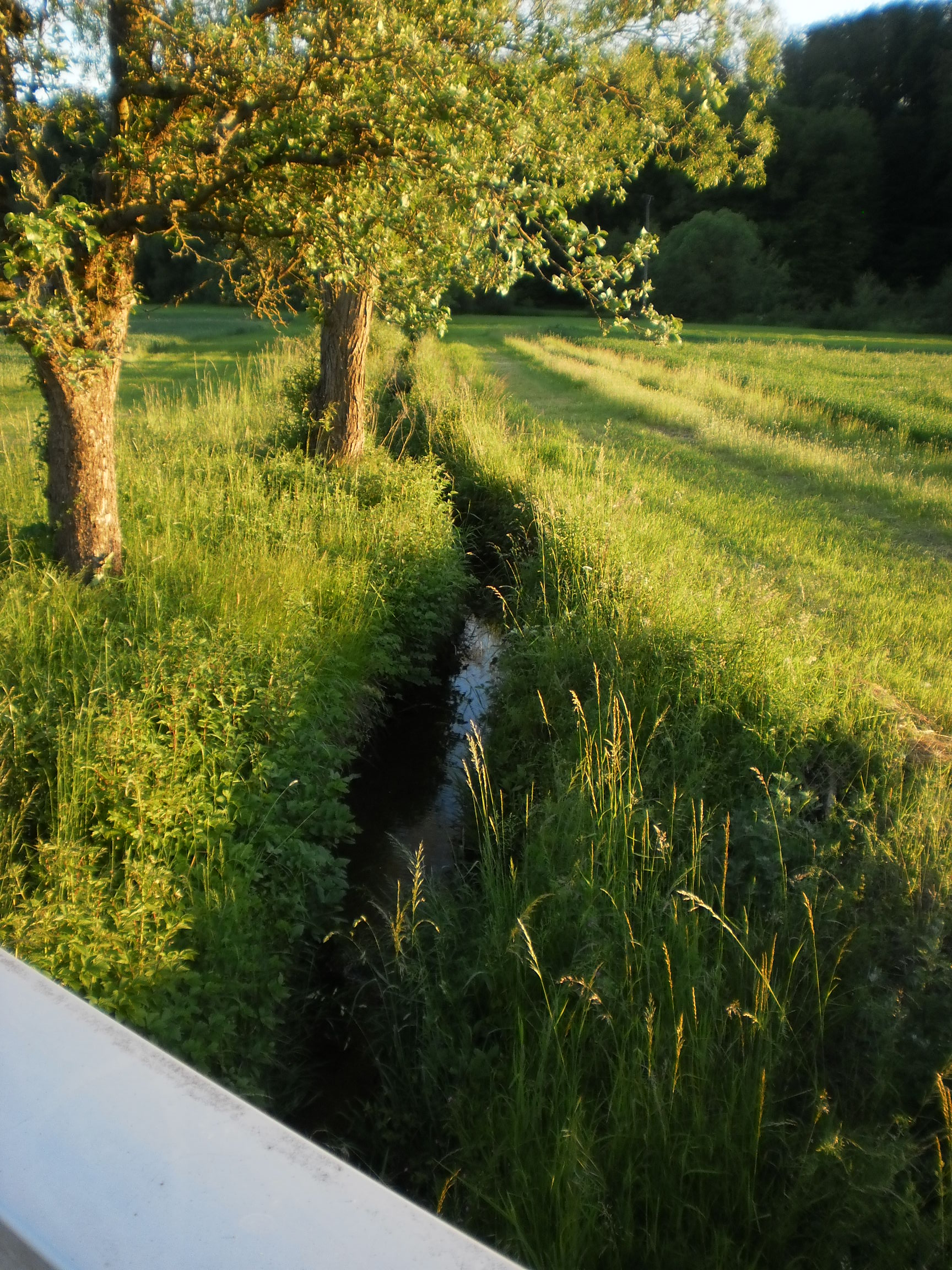
Nahe der Mündung in die Allna (2019)

Der Bach, nunmehr auf Südkurs, tritt dort in den Naturraum Salzbödetal ein. Er fließt am Rand eines Grünstreifens zum Wald im Osten durch die Flur Im Hainbach, bis er sich am Beginn der Flur Vor der Schneise nach Westsüdwesten wendet. Noch etwa 250 m läuft er durch Felder und Wiesen, kreuzt die Gemarkungsgrenze von Cyriaxweimar nach Haddamshausen und unterquert gleich darauf die L 3387.
Der Cyriaxweimarer Bach fließt noch ein Stück weit stark begradigt in Richtung Südsüdwesten und mündet schließlich knapp einen halben Kilometer südöstlich des Marburger Stadtteils Haddamshausen und etwa einhundert Meter vor dem weiter flussabwärts gelegenen Fußballplatz Haddamshausen auf einer Höhe von etwa 186 m von links und bei ungefähr Fluss-km 4,2 in spitzem Winkel in die aus dem Nordwesten heranziehende untere Allna.

### Einzugsgebiet

#### Allgemein

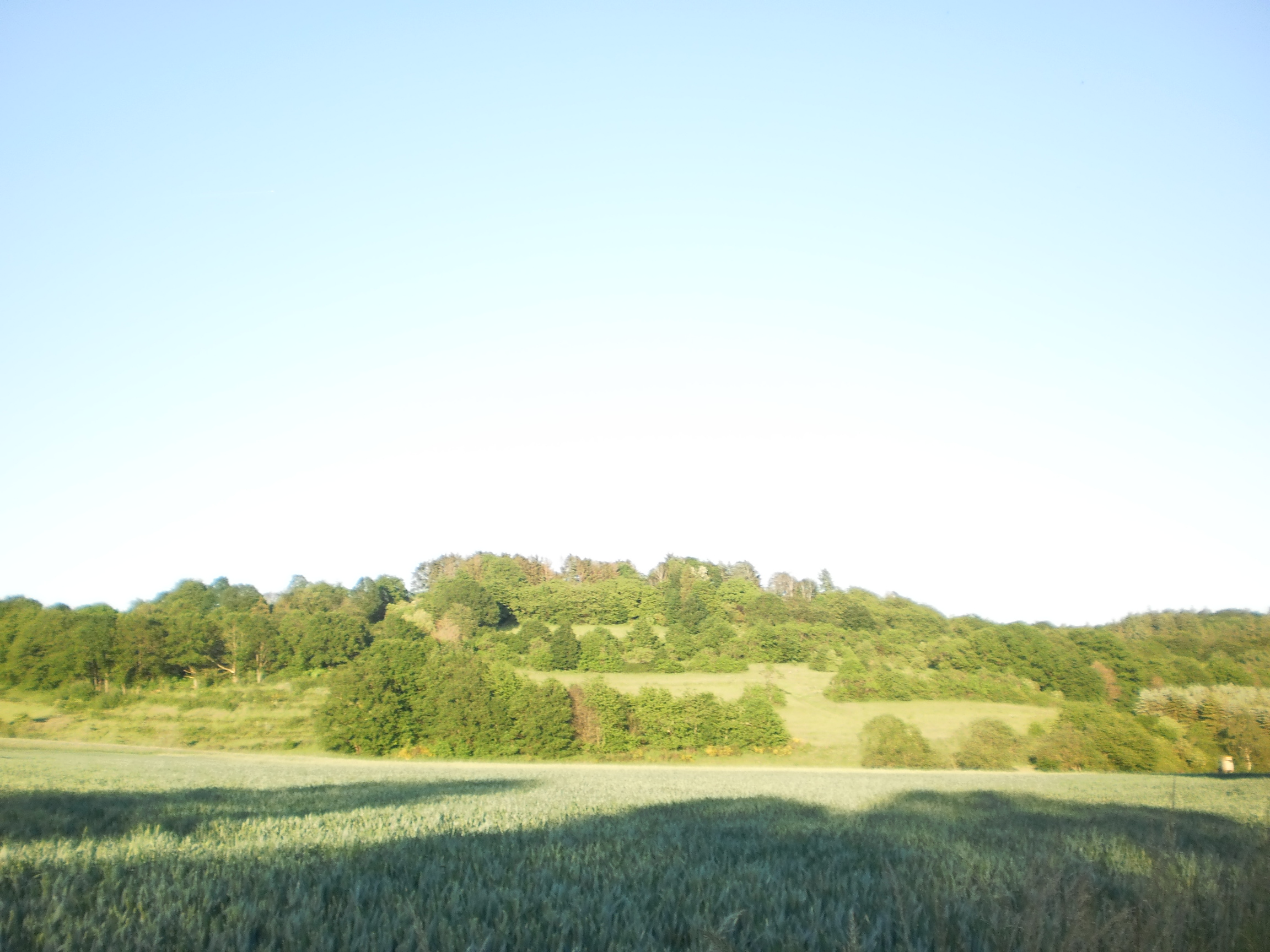
Quellgebiet mit Hasenkopfhang

Das knapp 3,6 km große Einzugsgebiet des Cyriaxweimarer Bachs entwässert über Allna, Lahn und Rhein in die Nordsee.
Der nördlichste Punkt des Einzugsgebiets (⊙) liegt gut 300 m östlich von Neuhöfe und knapp 400 m westlich von Ockershausen. Die Grenze des Einzugsgebiets verläuft dann über den Hasenkopf und danach nach Süden durch das westliche Drittel von Marburg-Stadtwald. Das Einzugsgebiet verengt sich dann etwas und seine Grenze zieht über einen 316,1 m hohen namenlosen Hügel zur Anhöhe Schneiße. Von dort erstreckt sich das Gebiet westsüdwestlich bis zur Allna. Die Grenze verläuft dann nach Norden bis zum Westrand von Cyriaxweimar und der Einzugsbereich verbreitert sich danach bis hin zum südöstlichen Zipfel des NSGs Kleine Lummersbach bei Cyriaxweimar und von dort in einer Spitze bis zur Anhöhe Schutz dem westlichsten Punkt des Einzugsgebietes. Von dort läuft die Grenze weiter in Richtung Nordosten am Rande des Naturschutzgebietes entlang, zieht danach in etwa längs der Gemarkungsgrenze von Wehrshausen und Ockershausen und erreicht schließlich wieder ihren nördlichen Ausgangspunkt.

#### Lage

##### Administrativ
Das gesamte Einzugsgebiet liegt im Gebiet der Gemeinde Marburg.
Kleine Bereiche im Norden des Einzugsgebietes liegen in der Gemarkung Wehrshausen. Nordöstliche Bereiche gehören zu Ockershausen und der östliche Teil bei Marburg-Stadtwald befindet sich schon in der Gemarkung Marburg. Der Süden und das Zentrum liegen innerhalb der Gemarkung von Cyriaxweimar und der Unterlauf und Bereiche im Nordwesten in der Gemarkung Haddamshausen.

##### Naturräume

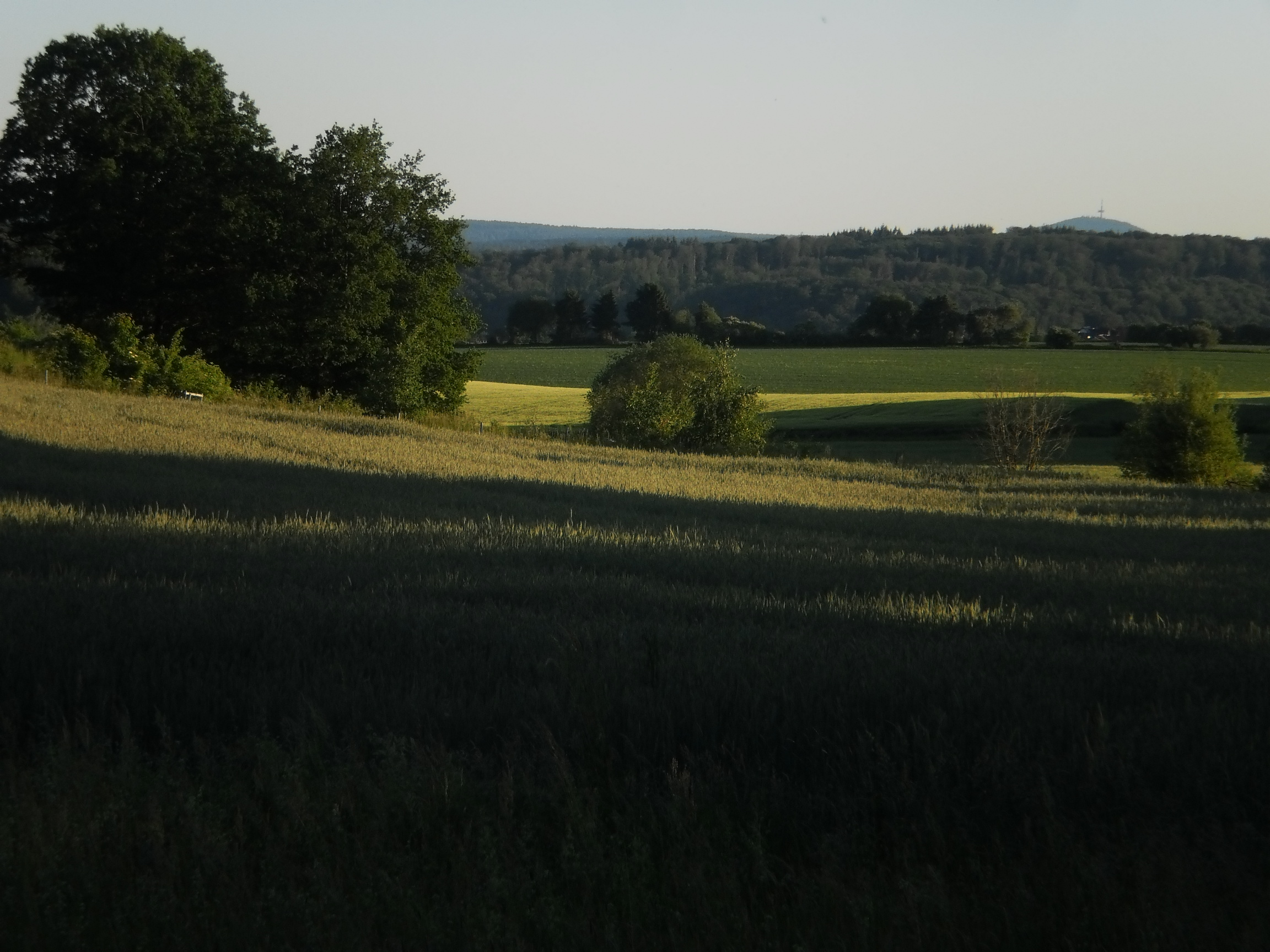
Talraum unterhalb des Hasenkopfs mit Blick zum Dünsberg

Naturräumlich gesehen liegt das Einzugsgebiet des Cyriaxweimarer Bachs in seinem östlichen Teilen im Bereich der Teileinheit Marburger Rücken und gehört damit über die Haupteinheit Marburg-Gießener Lahntal zur Haupteinheitengruppe Westhessisches Berg- und Senkenland. Sein westlicher Teil gehört am Ober- und Mittellauf zur Teileinheit Elnhausen-Michelbacher Senke und am Unterlauf zur Teileinheit Salzbödetal. Beide gehören über die Haupteinheit Gladenbacher Bergland zur Haupteinheitengruppe Westerwald.
Übersicht
- 34 Westhessisches Berg- und Senkenland
  - 348 Marburg-Gießener Lahntal
    - 348.00 Marburger Rücken
- 32 Westerwald
  - 320 Gladenbacher Bergland
    - 320.11 Elnhausen-Michelbacher Senke
    - 320.12 Salzbödetal

##### Landschaften
Landschaftlich betrachtet liegt der östliche Bereich des Einzugsgebiets im Marburg-Giessener Lahntal und der westliche im Gladenbacher Hügelland und Oberes Lahntal.

#### Nachbarflüsse
Das Einzugsgebiet des Cyriaxweimarer Bachs grenzt
- im Nordwesten an das des Elnhäuser Wassers, das über die Ohe der Allna zufließt
- im Osten an das der Lahn
- im Süden an das des kleinen Allnazuflusses Schneisengraben[30]
- und im Westen an das der Allna.

Benachbarte Teileinzugsgebiete
Zum Vergleich wurden auch die Werte des Cyriaxweimarer Bachs selbst blau hervorgehoben aufgenommen.
| Name                | GKZ     | Gebiets-Kennziffer | Von                                             | Bis                                            | Teileinzugsgebiet [km²] | Lage       |
| ------------------- | ------- | ------------------ | ----------------------------------------------- | ---------------------------------------------- | ----------------------- | ---------- |
| Cyriaxweimarer Bach | 258328  | 258328             | von den Quellen                                 | bis zur Mündung in die Allna                   | 03,56                   | Mitte      |
| Lahn                | 258     | 2583159            | vom Pegel Marburg                               | bis oberhalb Mündung des Pfaffengrundbaches    | 06,58                   | Nordosten  |
| Lahn                | 258     | 258317             | von unterhalb Mündung des Pfaffengrundbaches    | bis oberhalb Mündung des Hilgerbaches          | 12,95                   | Osten      |
| Allna               | 25832   | 258329             | von unterhalb Mündung des Cyriaxweimarer Baches | bis zur Mündung in die Lahn                    | 05,76                   | Süden      |
| Allna               | 25832   | 258327             | von unterhalb Mündung der Ohe                   | bis oberhalb Mündung des Cyriaxweimarer Baches | 03,59                   | Westen     |
| Elnhäuser Wasser    | 2583266 | 25832669           | von unterhalb Mündung des Wältersbaches         | bis zur Mündung in die Ohe                     | 07,18                   | Nordwesten |

### Zuflüsse
Nur namenlose Feld- und Wiesengräben.

## Eckdaten
Der Cyriaxweimarer Bach gehört zum Bearbeitungsgebiet 2700 Mittelrhein, zur Hegegemeinschaft 13 Lahn II und zum Hydrogeologischen Teilraum Paläozoikum des nördlichen Rheinischen Schiefergebirges. Er gehört zur Fischregionen-Klasse 5 und zu der Fischregion Obere Forellenregion. Die Gewässernachbarschaft ist Obere Lahn & Ohm/Wohra.

### Karten
- Verlauf und Einzugsgebiet des Cyriaxweimarer Bachs auf dem Gewässerkartendienst des Hessischen Ministeriums für Umwelt, Klimaschutz, Landwirtschaft und Verbraucherschutz (Hinweise)
- Verlauf des Cyriaxweimarer Bachs auf dem Karten und Daten des Bundesamtes für Naturschutz (Hinweise)
- Biotope und Lebensräume
- Luftbild mit Gelände
- Geologische Übersicht Gük300, Geologie-Viewer Hessen
- BodenViewer Hessen
- Natureg Viewer
- Hessenviewer (Geoportal Hessen) des Hessischen Landesamtes für Bodenmanagement und Geoinformation mit Liegenschaftskartierung (Hinweise)
- Landschaftsplan Südwest der Stadt Marburg, Bestand, (PDF, 2 MB)
- Historische Karten:
  - Preußische Landnahme. 1877
  - Karte Kurfürstenthum Hessen, (1840–1855)

### Sonstige
- Landschaftsplan Marburg Südwest, Universitätsstadt Marburg
  - Textteil mit Themenkarten, (PDF, 18,9 MB)
- Dorfentwicklung Marburg, städtebaulicher Fachbeitrag
  - Text, 14. Juni 2016
  - Karten, 25. Februar 2016